# Christian Lara (réalisateur)
Pour les articles homonymes, voir Christian Lara et Lara.
Christian Lara est un réalisateur, scénariste, cadreur et producteur français, né à Basse-Terre en Guadeloupe le 24 août 1939, et mort le 9 septembre 2023 à Fort-de-France (Martinique).

## Biographie
Installé à Paris, Christian Lara travaille d'abord comme journaliste pour Le Figaro. Il fait ses débuts de réalisateur en 1973 avec Jeu de dames interprété par Georges de Caunes, Anne Dolans et Catherine Cazan et Les Infidèles avec Michèle Perello, Laure Moutoussamy et Pauline Larrieu, deux films teintés d'un érotisme bien dans l'air du temps. Il tourne ensuite trois films pornographiques sous le pseudonyme de Bart Caral,. Au milieu de ces productions « alimentaires », il signe Un amour de sable, une œuvre plus personnelle, avec Jacques Weber, Christine Laurent et une débutante, Anne Parillaud.
Il décide ensuite de se consacrer à la création d'un cinéma antillais qui permettra à ses compatriotes de la Caraïbe de « se voir et d'être vus ». Pour le premier de ces films « guadeloupéens », Coco la Fleur, candidat, il confie les rôles principaux aux  Antillais  Robert Liensol et Greg Germain auxquels il adjoint des comédiens comme Félix Marten ou Jean-Jacques Moreau. Malgré le scepticisme et toutes les difficultés qui ont accompagné sa production, le film est un succès et permet au réalisateur de poursuivre dans la voie qu'il a choisie. Il suit ainsi le conseil d'Ingmar Bergman qui lui avait dit un jour de « ne filmer que ce que tu connais parfaitement » et reprend le flambeau de son grand-père, Oruno Lara (1879-1924), qui fut le premier historien noir de Guadeloupe. Il crédite d'ailleurs celui-ci pour le scénario de Vivre libre ou mourir.
Il tourne des films de divertissement mais aussi des films plus politiques et revendicatifs comme Mamito (1980), Sucre amer (1998) ou 1802, l'Épopée guadeloupéenne (2004) qui sort symboliquement le 10 mai, jour choisi pour célébrer l'abolition de l'esclavage. En 2009, il réalise Le Mystère Joséphine pour la télévision. Ses interprètes de prédilection sont Xavier Letourneur, Jean-Michel Martial et surtout Luc Saint-Éloy.
Auteur de la plupart de ses scénarios, Christian Lara a aussi travaillé comme cadreur et comme monteur. En 1998, il fonde sa maison de production, la Caraibe Films Compagnie,.
En décembre 2011, son film Coco la Fleur, candidat est projeté à la Cinémathèque française dans le cadre du cycle « Images des Outre-mer ».
En 2013, lors de la 21e édition du festival panafricain du film de Los Angeles, Christian Lara se voit décerner le « Pioneering Filmmaker Award » pour l'ensemble de sa carrière, lors de la soirée intitulée Night of Tribute, prélude à la cérémonie de remise des prix.

### Décoration
- 2022 :  Chevalier de l'ordre des Arts et des Lettres.

## Filmographie

### Réalisateur
- 1973 : Jeu de dames (ou Sex Revolution ou L'Institutrice) (également scénariste)
- 1973 : Les Infidèles
- 1976 : Corps brûlants (également scénariste et cadreur, crédité sous le pseudonyme de Bart Caral)[4]
- 1977 : Un amour de sable (également scénariste)
- 1977 : Déchaînements charnels (également scénariste, crédité sous le pseudonyme de Bart Caral)[4]
- 1978 : Jeux de minettes (également scénariste, crédité sous le pseudonyme de Bart Caral)[4]
- 1979 : Coco la Fleur, candidat (également scénariste)
- 1980 : Mamito (également scénariste)
- 1980 : Chap'la (également scénariste)
- 1980 : Vivre libre ou mourir (également scénariste)
- 1982 : Une glace avec deux boules... (également scénariste)
- 1983 : Adieu foulards (également scénariste)
- 1987 : Black (également scénariste)
- 1993 : Une Sacrée chabine (également scénariste et monteur)
- 1998 : Sucre amer (également scénariste)
- 2004 : 1802, l'Épopée guadeloupéenne (également scénariste)
- 2004 : Un homme à femmes (également scénariste)
- 2004 : Cracking Up (également scénariste)
- 2009 : Le Mystère Joséphine, téléfilm
- 2010 : Héritage perdu (également scénariste)
- 2011 : Tout est encore possible (également scénariste et monteur)
- 2012 : Pani pwoblem (également scénariste)
- 2012 : The Legend (également scénariste et cadreur)
- 2012 : Summer in Provence (également scénariste)
- 2016 : Esclave et courtisane
- 2017 : L.D Légitime Défense (en production)
- 2019 : Yafa - Le pardon[10]
- 2023 : L'Homme au bâton, une légende créole[11]

### Producteur
- 1973 : Jeu de dames
- 1998 : Sucre amer
- 2004 : Point sublime, film de Christian Dob
- 2009 : Le Mystère Joséphine, téléfilm coproduit avec Bicéphale Production et France Télévision
- 2011 : Tout est encore possible
- 2012 : Pani pwoblem
- 2012 : The Legend
- 2012 : Summer in Provence

### Autres
- 1974 : Cours du soir pour monsieur seul (ou L'Annonce faite au mari), de Daniel Daert : cadreur[2],[4]
- 1975 : Elle en veut, de Patrick Rouchon : coscénariste[4]
- 2004 : Point sublime, de Christian Dob : monteur[2]

### Récompenses
- 1999 : Prix du meilleur film de la Diaspora (prix Paul Robeson) pour Sucre amer, 16e édition du festival panafricain du cinéma et de la télévision de Ouagadougou (FESPACO), Burkina Faso[12]
- 2013 : Pioneering Filmmaker Award, 21e édition du festival panafricain du film de Los Angeles ((en): PAFF-LA), Los Angeles[9] pour l'ensemble de sa carrière
- 2021 : Ubuntu d’or du meilleur long métrage, 1re édition du festival international africain des Performances, pour Yafa - Le pardon[13]
- 2022 : Sotigui d’honneur, 7e édition des Sotigui Awards[14]